# Paul Stalteri
Paul Andrew Stalteri (Etobicoke, 18 ottobre 1977) è un allenatore di calcio ed ex calciatore canadese, di ruolo difensore, vice-allenatore del Toronto.

## Biografia
Paul Stalteri è figlio di padre calabrese e madre guyanese.

## Caratteristiche tecniche
Terzino che può essere schierato sia a destra che a sinistra, all'occorrenza può giocare anche come esterno di centrocampo.

## Carriera
Nella sua carriera, Stalteri ha giocato per i Toronto Lynx, per il Werder Brema e il Tottenham Hotspur. Nel calciomercato invernale del 2008 è stato ceduto in prestito al Fulham, mentre nel dicembre 2008 è andato in Germania, al Borussia Mönchengladbach.

## Palmarès

### Club

#### Competizioni nazionali
- Campionato tedesco: 1

Werder Brema: 2003-2004
- Coppa di Germania: 1

Werder Brema: 2003-2004

### Nazionale
- Gold Cup: 1

2000